# カリーニングラード市電
カリーニングラード市電（ロシア語: Калининградский трамвай）は、ロシア連邦の飛び地・カリーニングラード州の州都であるカリーニングラードの路面電車。1895年に電化開業したロシア連邦最古の路面電車で、2020年現在はカリーニングラード市内の公共交通を運営する市営財務会社のカリーニングラード・ゴルトランス（МКП «Калининград-ГорТранс»）によって運営されている。

## 歴史

### ドイツ時代

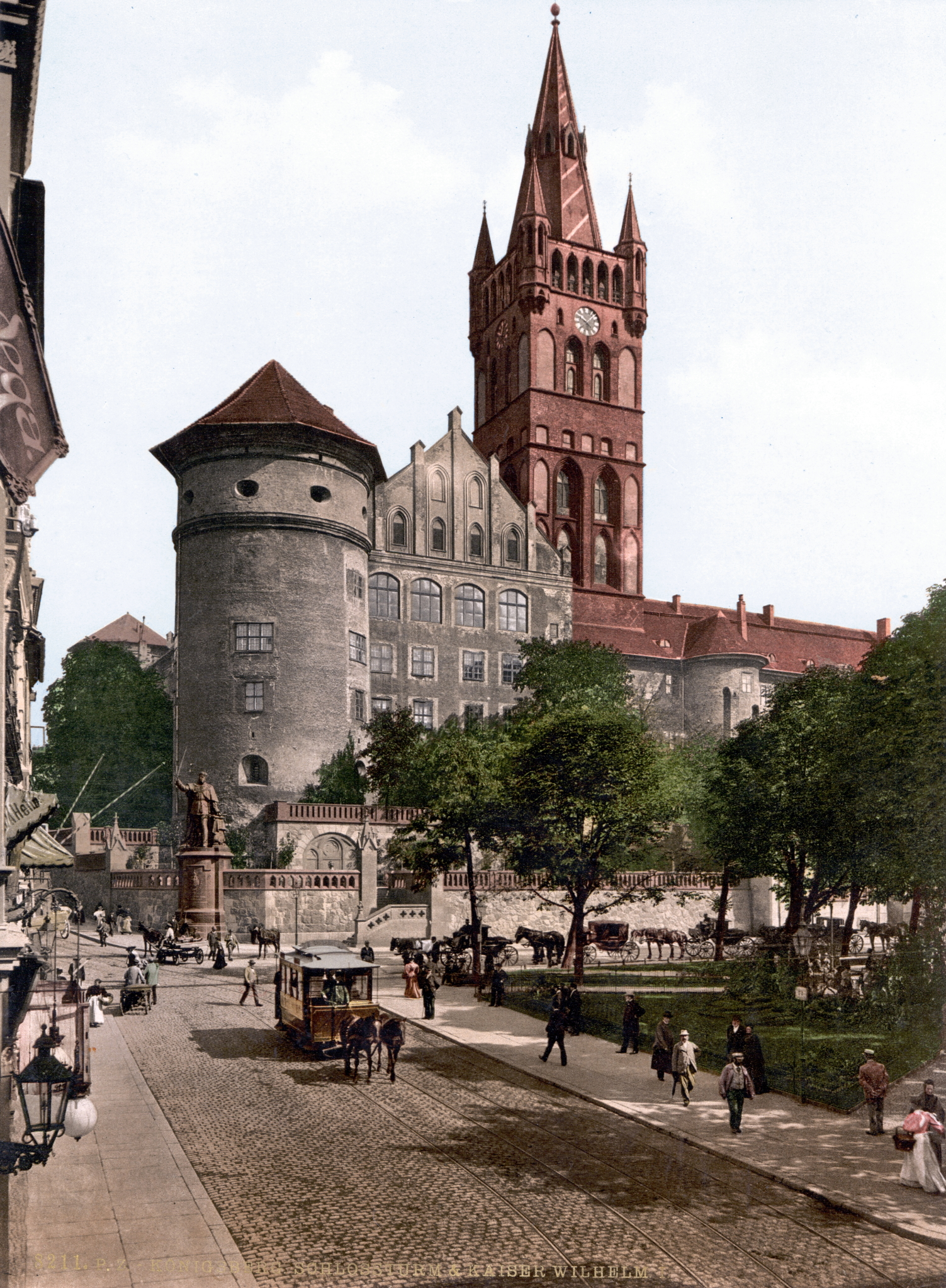
ケーニヒスベルク市内の馬車鉄道

カリーニングラード市電のルーツは、カリーニングラードがドイツ帝国の都市・ケーニヒスベルクであった時代、1881年5月26日に開通した馬車鉄道に遡る。当初は1系統のみの運行であったがその後は路線網を伸ばし、1887年までに5系統が市内を運行していた。一方、1880年代後半からは将来の路線電化に向けた変電所の出力強化、路線建設などの動きが始まり、1895年5月31日に全長5.7 kmの路面電車路線の運行が始まった。
運行開始初年の利用者は92万3千人で、安価な運賃設定でも十分な利益を出す事が出来た。その後は急速に路線網が発展し、1901年までに馬車鉄道は全て電化され、ケーニヒスベルク市内に総延長54 kmの大規模な路線網が築かれた。これに伴う車両数の増加から、翌1902年以降車庫や変電所の増設が実施された。1910年の時点で路面電車はケーニヒスベルク市が運営する9系統と、合資会社によって運営される4系統の路線網が存在した。
以降も1929年に開業したケーニヒスベルク駅（現：カリーニングラード南駅）への接続路線を始めとする多数の延伸や車両増備が続いた。だが、第二次世界大戦の影響で路面電車の列車本数は減少していき、1945年1月以降の戦闘により施設に甚大な被害を受けた事で運行を停止した。運行が再開されたのは、ケーニヒスベルクがソビエト連邦の都市・カリーニングラードとなった1946年であった。

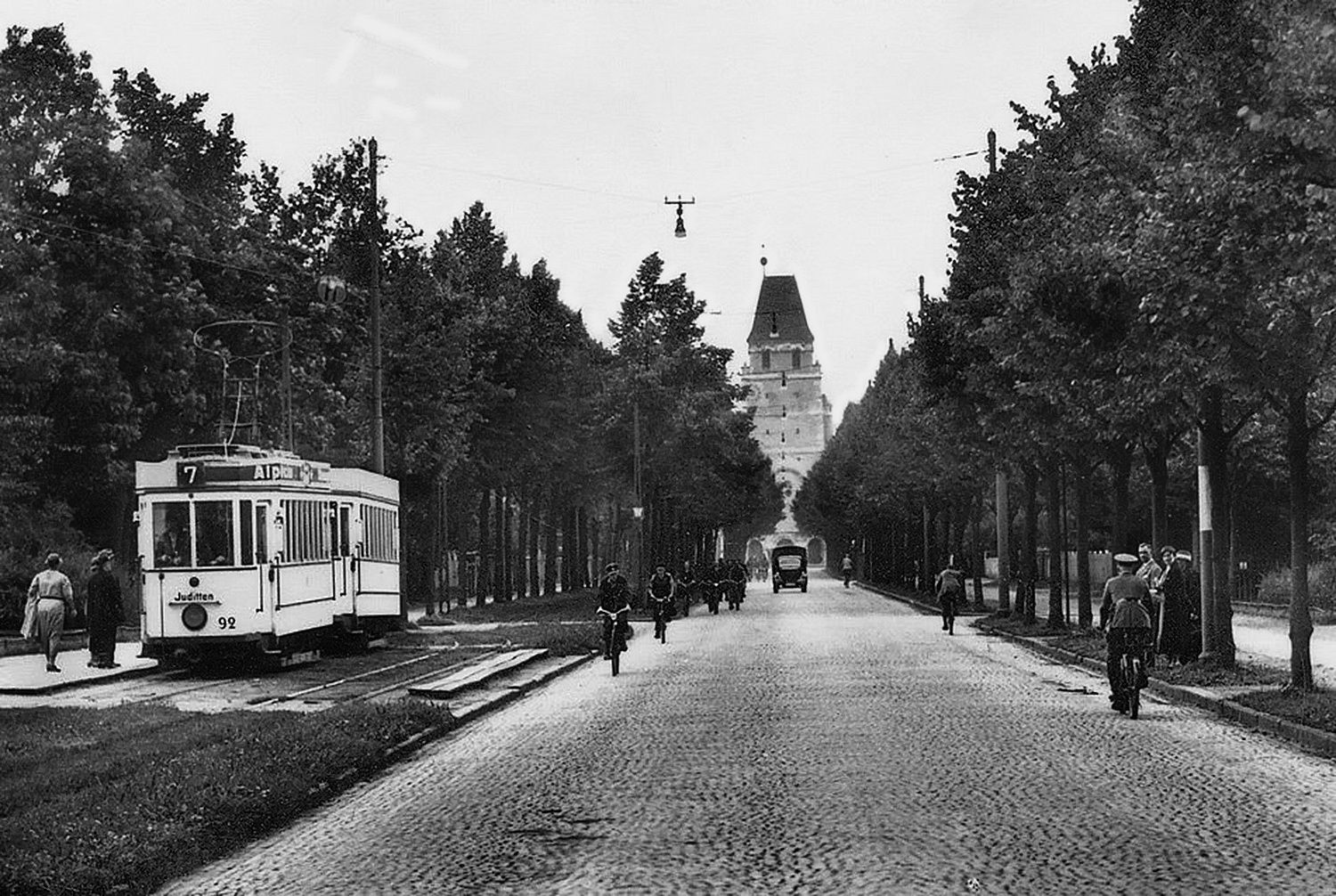
ケーニヒスベルク市電（1920年代撮影）

### ソビエト連邦時代
1946年11月7日に運行を再開したカリーニングラード市電は市内唯一の公共交通機関として急ピッチで線路や車両、施設の修復が行われ、1948年の時点で半数、1953年には80 %の路線が復旧した。車両に関しても老朽化が進行した事により置き換えが計画されたが、軌間1,000 mm（狭軌）の市電に対応した車両はソ連国内で生産されておらず、1954年以降東ドイツ製の2軸車（T-54・B-54等）の導入が行われた。これに伴い、既存の路線網の整備や変電所の増強なども実施された。
1950年代以降はカリーニングラードの発展に伴い路面電車網の延伸や路線切り替えが積極的に行われ、一部はドイツ時代に廃止されたソヴィェツクの路面電車（ソヴィェツク市電）の線路が再利用された。車両についても1971年以降はチェコスロバキア（→チェコ）のČKDタトラが東側諸国向けに製造した高性能路面電車・タトラカーの導入が始まり、車庫の改装や修理体制の再編が併せて実施された。1980年代前半の時点で10系統・120両の電車を有する大規模な路線網が築かれ、車両数はその後更に増加し、最大196両にまで達した。

### ロシア連邦時代
ソビエト連邦の崩壊後の経済危機により、老朽化した車両の引退に伴い在籍車両数は減少したものの、1990年代前半の時点でカリーニングラード市電は市全体の公共交通利用客の70 %が利用する圧倒的なシェアを維持しており、混雑する系統では最大3両の連結運転も実施されていた。1994年まではČKDタトラが新造したタトラカーの導入が続いていた一方、同年以降はドイツ（旧：東ドイツ）各都市から譲渡された車両によって旧型電車の置き換えが行われた。
だが1990年代後半以降、ミニバスや自家用車の発展により路面電車の利用客は減少していった。1999年の時点では延伸計画が存在したが、2年後の2001年にスボーロフ通り（Суворова проспект）を走る路線が廃止されたのを皮切りに、カリーニングラード市電の路線網は急速に縮小していった。住民から廃止反対を求める訴訟も起きたが、2012年7月9日に1号線がバスに置き換えられて廃止された事で、同年以降カリーニングラード市電は1系統（5号線）のみの運行となっていた。ただしその後、2022年12月5日に長期の運休が続いていた3号線の再開業が実現した事で、以降は2系統での運行が行われている。
車両については、2012年に初の超低床電車としてポーランド・ペサ製の121NaK "スウィング"が導入された他、2020年代からは国産の超低床電車である71-921 "コルセア"の大量導入が行われている。更に後述の延伸計画も存在しており、運営組織のカリーニングラード・ゴルトランスは今後もカリーニングラード市を代表する交通機関として今後も路面電車を維持・発展させていく旨を発表している。

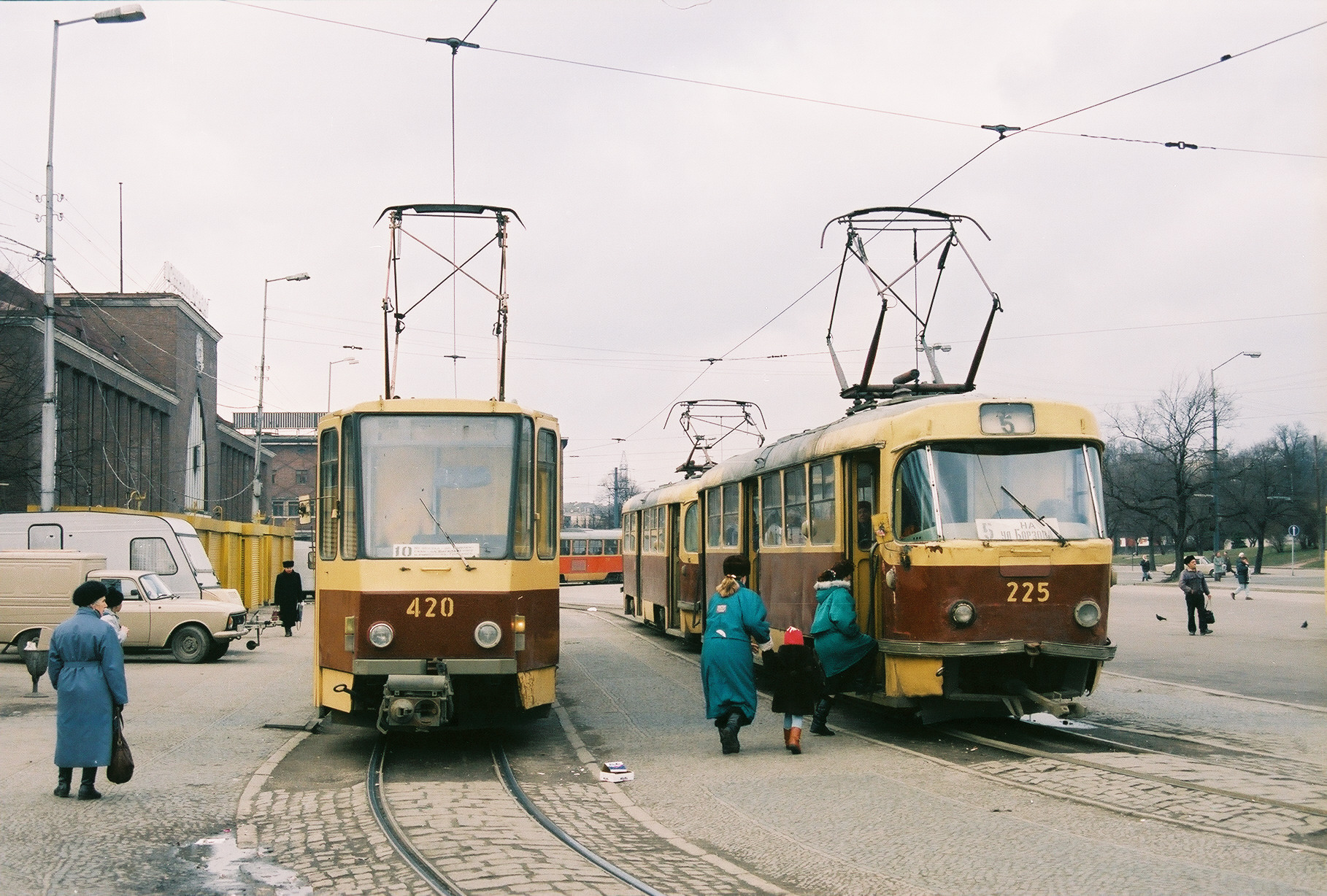
1995年頃のカリーニングラード市電
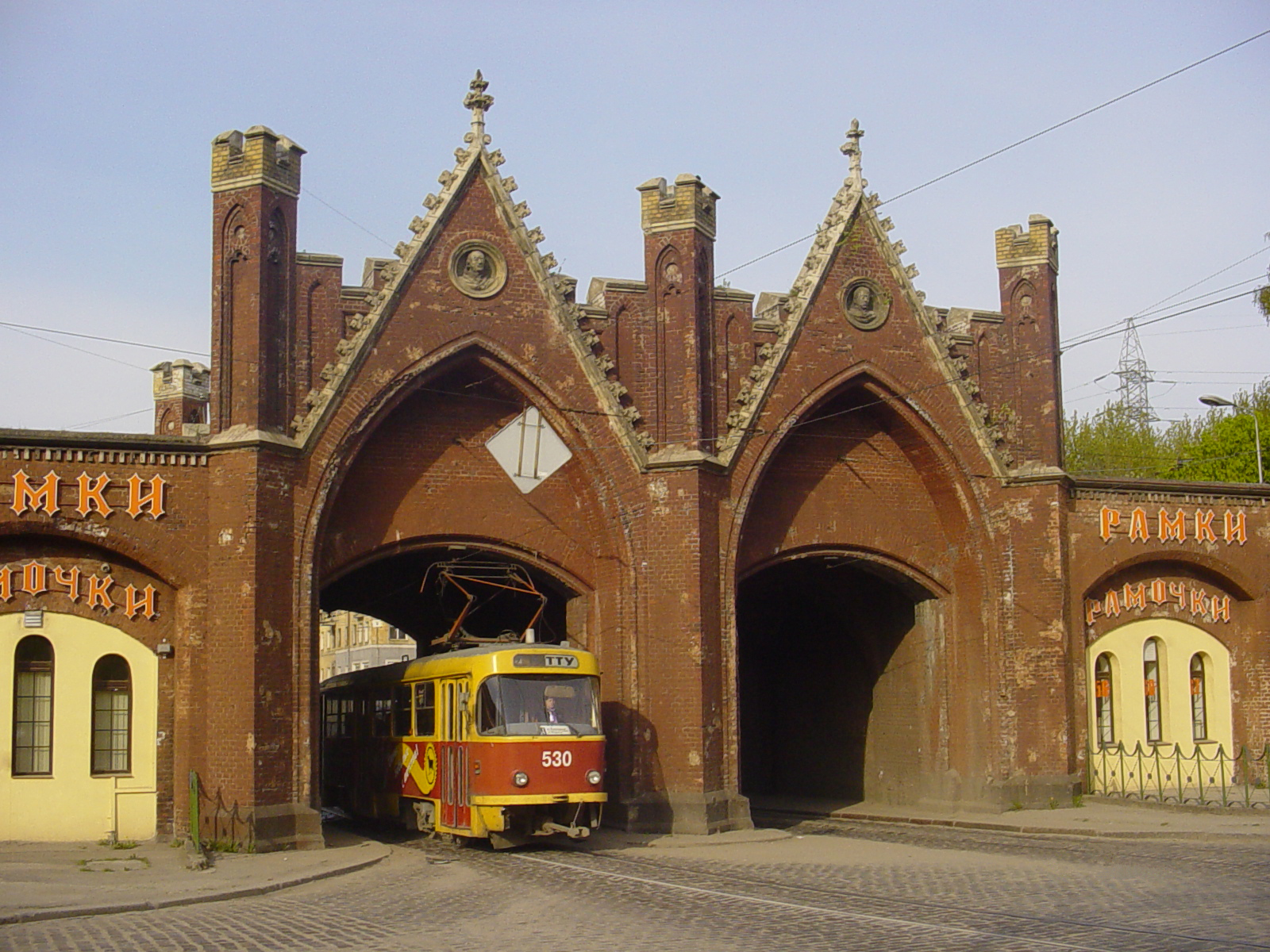
ブランデルブルク門を潜る系統は2010年に廃止された（2004年撮影）

## 運行
2022年の3号線の再設定以降、カリーニングラード市電では以下の2系統による運行が行われている。
| 系統番号 | 起点         | 終点             | 営業キロ | 所要時間 | 備考・参考 |
| -------- | ------------ | ---------------- | -------- | -------- | ---------- |
| 3        | Южный вокзал | Парк Центральный | 16km     | 42分     | [ 13 ]     |
| 5        | ул. Дюнная   | ул. Бассейная    | 12km     | 30分     | [ 14 ]     |

## 車両
以下、「コルセア」を除き2020年の時点でカリーニングラード市電に在籍する主要車両を記す。

### タトラT4

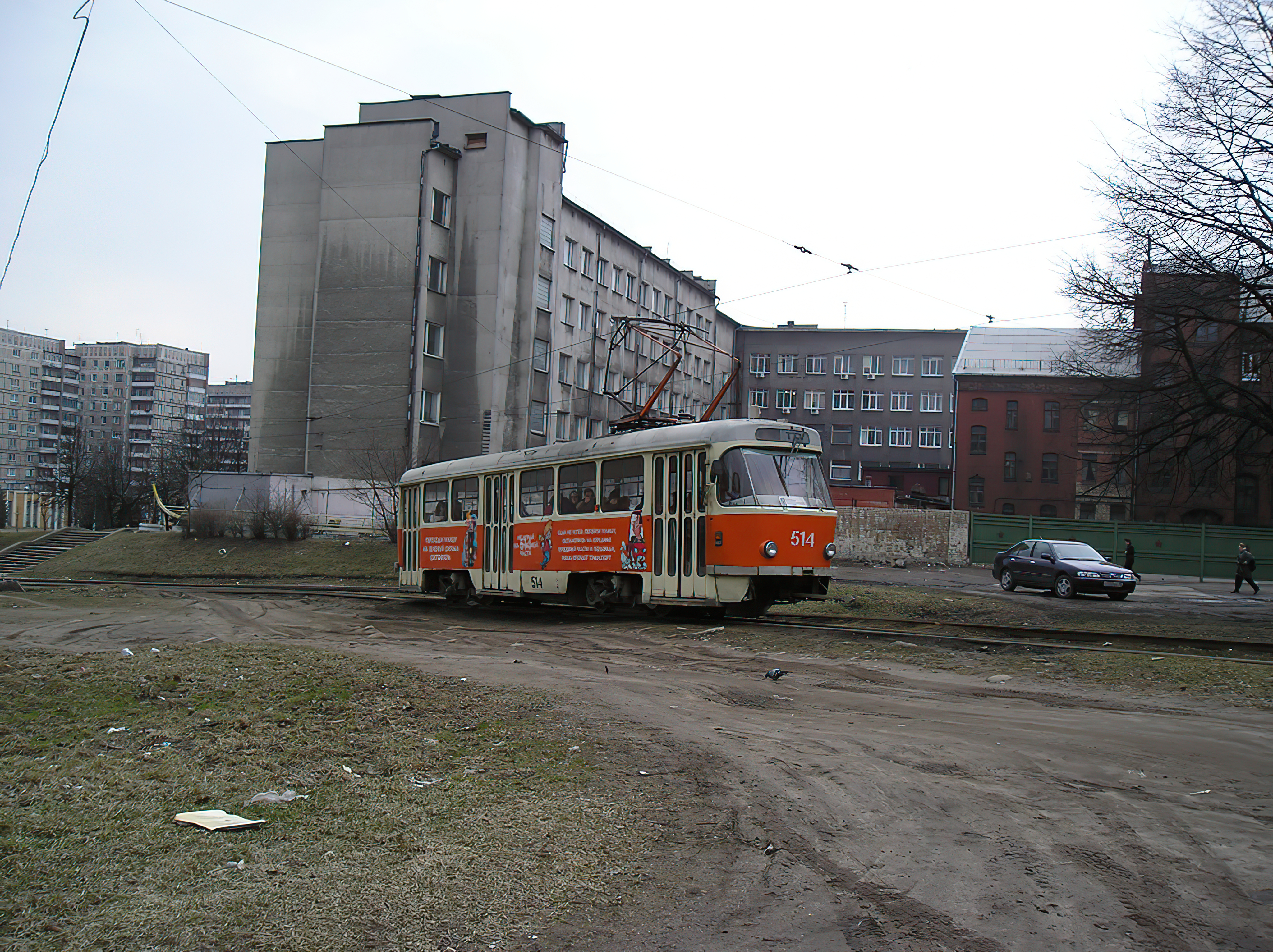
タトラT4

従来導入されていた東ドイツ製の2軸車が経済相互援助会議（コメコン）体制により生産を終了した事を受け、1971年から導入を開始したボギー車（単車）。チェコスロバキア（現：チェコ）のČKDタトラが生産した、アメリカ合衆国の高性能路面電車・PCCカーの技術を基にした高性能路面電車のタトラカーの1形式で、車両限界が狭い路線やカリーニングラード市電のような狭軌の路線での使用を考慮した設計となっている。
カリーニングラードにはソビエト連邦向けの新造車両であるタトラT4SUが計223両導入されたが、老朽化が進行した事で1990年代以降は廃車が進み、2020年の時点で残存するのは事業用車両3両のみとなっている。一方、同年代にはこれらの車両を置き換えるため、ドイツ（旧：東ドイツ）のハレ市電から譲渡されたタトラT4Dが多数導入されたものの、こちらも廃車が進行し2020年現在は1両のみ在籍する。

### タトラKT4

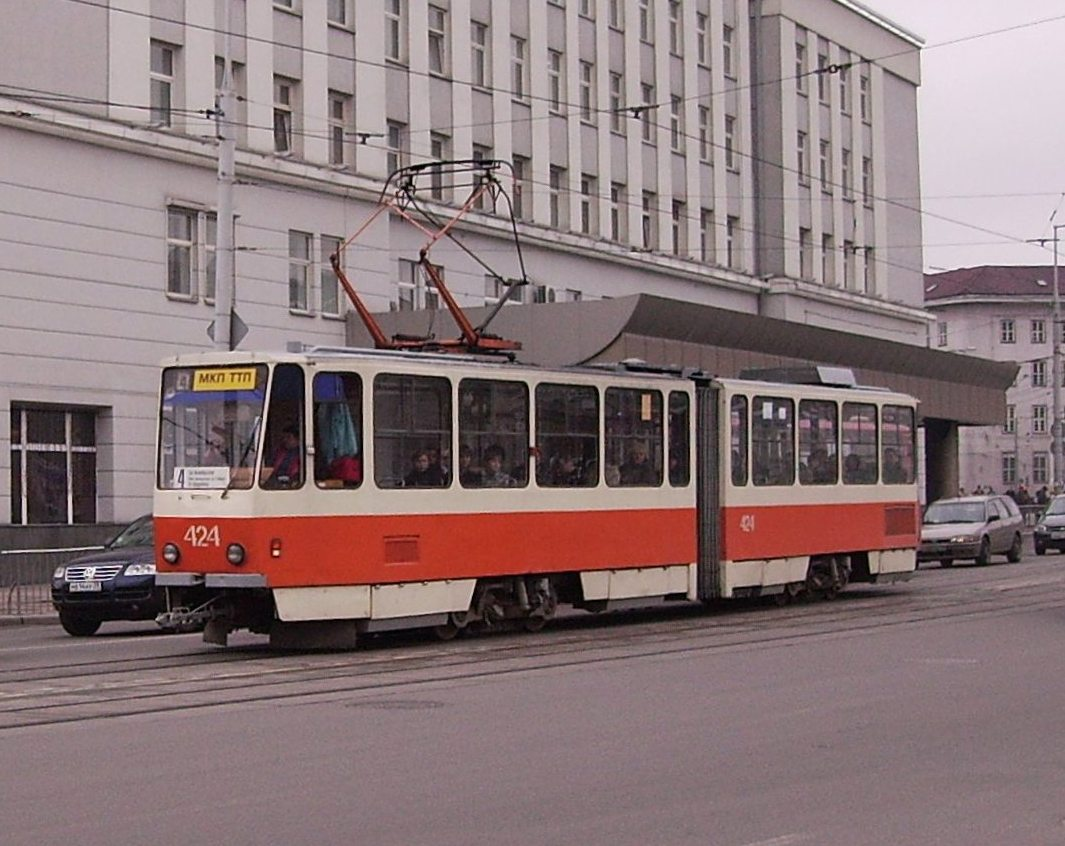
タトラKT4

車両限界が狭い地域や狭軌の路線網向けにČKDタトラが開発した小型2車体連接車。カリーニングラード市電には1987年から1994年まで導入された新造車両のタトラKT4SUと1990年代にドイツ（旧：東ドイツ）のコトブス市電から譲渡されたタトラKT4Dが存在し、2020年現在両形式とも在籍している。

### 121NaK "スウィング"

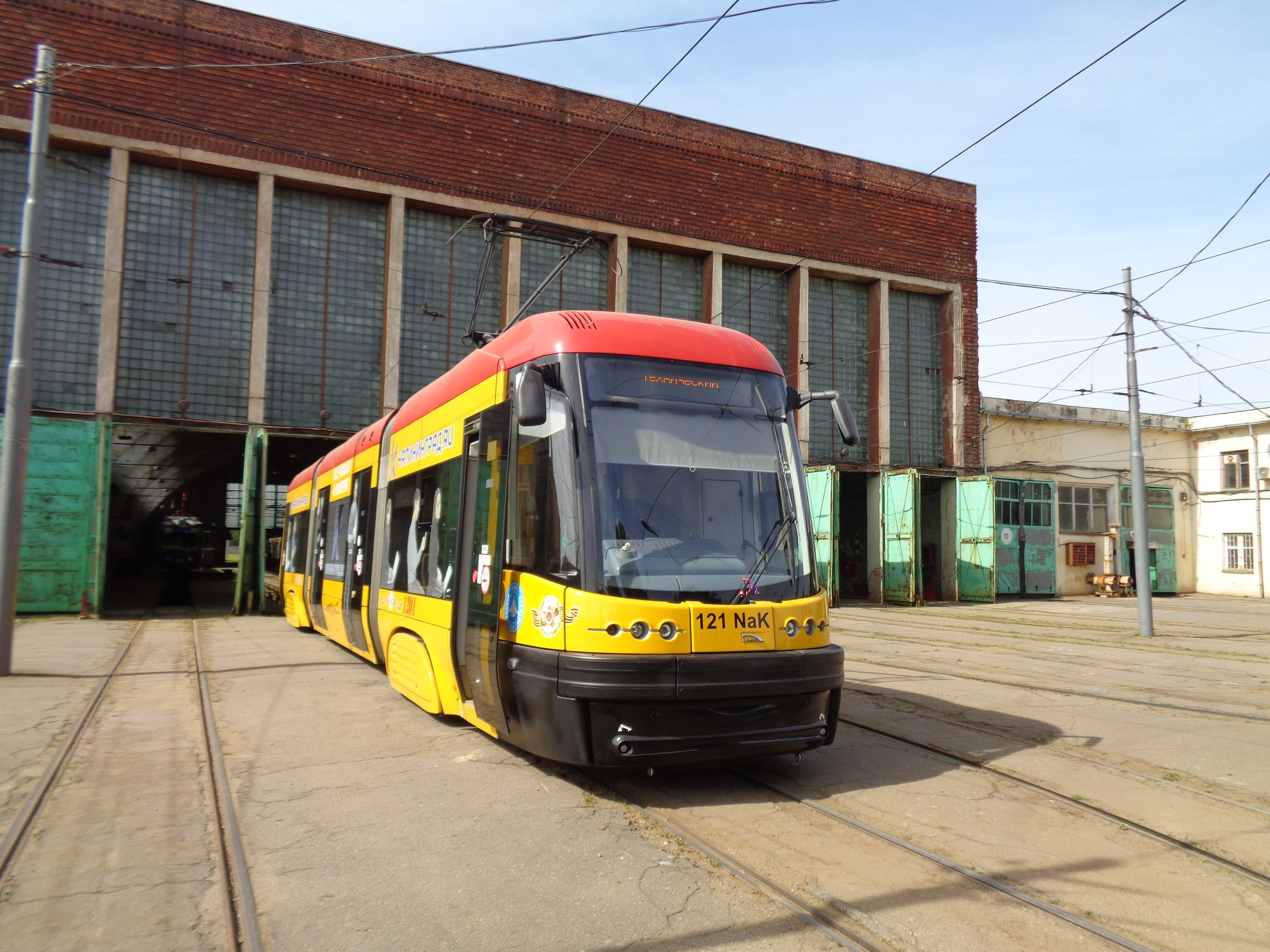
121NaK "スウィング"

「スウィング（Swing）」は、ポーランドの鉄道車両メーカーであるペサが展開する超低床電車ブランドである。そのうちカリーニングラード市電に導入されたのは3車体連接式の「121NaK」と呼ばれる形式で、ペサ初のロシア連邦向け路面電車車両として2012年から営業運転に投入された。カリーニングラード市電に新造車両が導入されるのは1994年のKT4以来18年ぶりであった。
当初は2018年までに35両が量産され、カリーニングラード市の支援の下でこれらの組み立てを実施する企業も設立される予定だったが、政治面での影響により2014年に連邦政府当局から増備を禁止する命令が下され、1両のみの導入に終わった。また、路線に存在する木造橋梁の老朽化が進み、重量27 tの121NaKの通過が事件な状況となった事や、移設された路線の車両限界よりも車幅が広い事などから2015年から2016年まで運用を離脱し、復帰以降も故障のため長期の休車が相次いだが、電気機器や駆動装置の修繕や交換を経て2019年5月以降は通常の営業運転を再開している。

### 71-921 "コルセア"

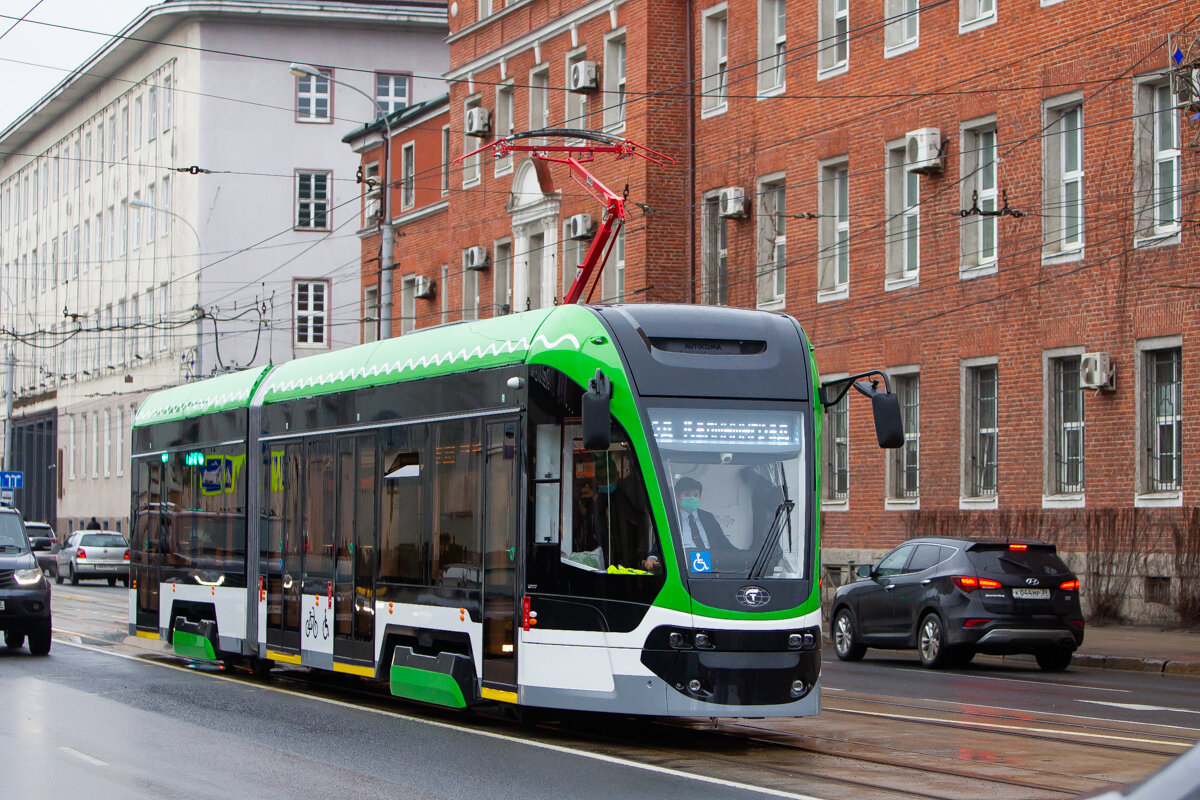
71-921 "コルセア"

ロシア連邦の鉄道車両メーカーであるPC輸送システムズが開発した、カリーニングラード市電を始めとした軌間1,000 mmの路線に適した2車体連接式の超低床路面電車車両。2021年から市電の路線を用いた試運転が実施された後、2022年2月1日から営業運転を開始した。以降、合計16両の導入が実施されている。

### デュワグGT6

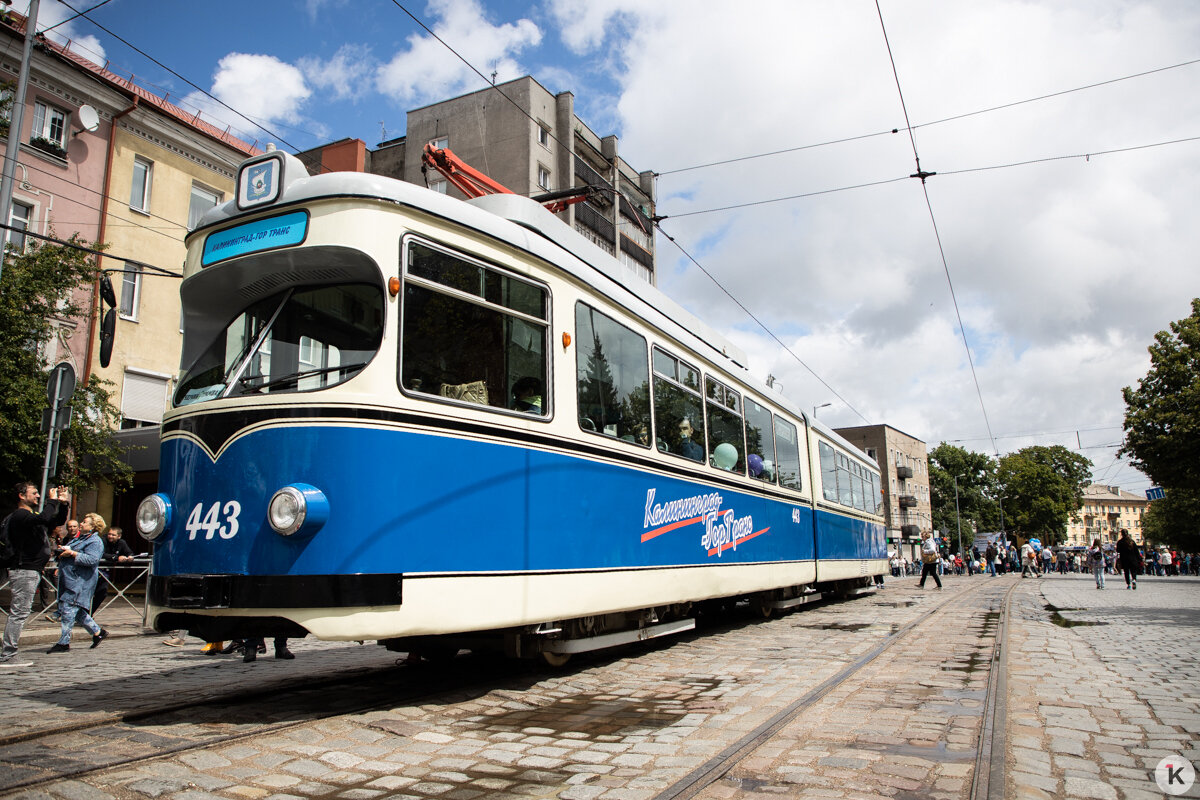
デュワグGT6

元はマンハイム市電で1963年（443）および1965年（442）に製造されたデュワグ製の路面電車（デュワグカー）。1995年にカリーニングラード市電へ譲渡されたが、予備部品が不足していたため修理が困難な状況となり、1998年に営業運転から離脱した。その後442は長期に渡って休止状態となっている一方、443は団体用車両として使用されている。

## 今後の予定
前述のように2022年に再開業が実現した3号線を含め、カリーニングラード市電には北部のセルマ通り（Сельму проспект）や東部のモスクワ通り（Московскому проспект）方面や、カリーニングラード南駅と接続し既存路線を活用した市内の環状線など複数の延伸案が存在する。
一方、既存の路線の改修工事や車両更新についての計画も進められており、従来のタトラカーに代わる車両としてPC輸送システムズが展開する2車体連接車の71-923 "ボガトィーリ"やウラルトランスマッシュの軌間1,000 mmの71-411等が検討されていたが、最終的に前述の通り"コルセア"の導入が行われている。